# Adsorpcja względna
Adsorpcja względna (ang. relative adsorption) określa, jaki ułamek pojemności adsorpcyjnej adsorbentu jest zajęty przez cząsteczki adsorbatu. Pojęcie to jest stosowane przy opisie adsorpcji na powierzchniach płaskich, jak i porowatych. Oznacza się je takim samym symbolem, jak pokrycie powierzchni.
{\displaystyle \theta ={\frac {a}{a_{o}}},}
gdzie:
- {\displaystyle \theta } – adsorpcja względna,
- {\displaystyle a} – wielkość adsorpcji (wyrażonej w dowolnych jednostkach),
- {\displaystyle a_{o}} – wielkość adsorpcji odpowiadająca całkowitemu zapełnieniu przestrzeni adsorpcyjnej (pojemność adsorpcyjna, ang. adsorption capacity).

W przypadku adsorpcji monowarstwowej oraz wielowarstwowej pojemność adsorpcyjna ao jest równa pojemności monowarstwy am, a adsorpcja względna ma sens (statystycznego) pokrycia powierzchni lub statystycznej grubości warstwy adsorpcyjnej wyrażonej jako krotność grubości monowarstwy. W przypadku adsorbentu mikroporowatego adsorpcja względna określa, jaka część dostępnych adsorpcji mikroporów jest już zapełniona.